# توماش زديبيل
توماش زديبيل (مواليد 25 مايو 1973 في كاتوفيتسه - بولندا) لاعب كرة قدم بولندي يلعب حاليا لصالح نادي الدرجة الأولى باير ليفركوزن الإنجليزي منذ 2009 في مركز الوسط المدافع .

## مسيرته الكروية
لعب توماش زديبيل خلال مسيرته الاحترافية مع 8 أندية في ثلاثة وعشرون موسمًا وسجل خلالها 37 هدفًا ضمن 472 مباراة. حيث فاز في موسمين بالكأس ولم يفز بأي دوري.
خاض توماش زديبيل مسيرته مع نادي روت فايس إيسن في موسم 1990–91 ولمدة موسمين، مشاركًا في 30 مباراة سجل خلالها 4 أهداف. ثم انتقل إلى نادي كولن 2 ‏ في موسم 1992–93 ولمدة موسمين، حيث شارك في 47 مباراة سجل خلالها 3 أهداف. لينتقل بعدها إلى نادي كولن في موسم 1993–94 ليلعب معه أربعة مواسم، مشاركًا في 57 مباراة سجل خلالها هدفين. ثم انتقل إلى نادي ليرس في موسم 1997–98 واستمر معه طيلة ثلاثة مواسم، مشاركًا في 78 مباراة سجل خلالها 9 أهداف. هذا وانتقل لاحقًا إلى نادي غنتشلربيرليغي في موسم 2000–01 واستمر معه طيلة ثلاثة مواسم، مشاركًا في 80 مباراة سجل خلالها 12 هدفًا. ثم انتقل بعدها إلى نادي بوخوم في موسم 2003–04 ليلعب معه ستة مواسم، مشاركًا في 162 مباراة سجل خلالها 7 أهداف. ليعود وينتقل من جديد، لكن هذه المرة إلى نادي باير 04 ليفركوزن في موسم 2008–09 ولمدة موسمين، مشاركًا في 12 مباراة ولم يسجل أي هدف. لينتقل بعدها إلى نادي ألمانيا آخن في موسم 2010–11 لمدة موسم واحد، مشاركًا في 6 مباريات ولم يسجل أي هدف أيضًا.

## روابط خارجية
- توماش زديبيل على موقع اتحاد تركيا (لاعب) (الإنجليزية)
- توماش زديبيل على موقع قاعدة بيانات كرة القدم.إي يو (الإنجليزية)
- توماش زديبيل على موقع بيانات كرة القدم. دي إي (الألمانية)
- توماش زديبيل على موقع ناشيونال فوتبول تيمز (الإنجليزية)
- توماش زديبيل على موقع عالم كرة القدم.نت (الإنجليزية)
- توماش زديبيل على موقع كووورة